# Zedlitz (Murow)
Zedlitz, polnisch Grabice ist eine Ortschaft in Oberschlesien. Zedlitz liegt in der Gemeinde Murow im Powiat Opolski in der polnischen Woiwodschaft Oppeln.

## Geographie

### Geographische Lage
Zedlitz liegt ca. sieben Kilometer nordöstlich vom Gemeindesitz in Murow sowie ca. 30 Kilometer nördlich von der Kreisstadt und Woiwodschaftshauptstadt Oppeln. Der Ort liegt mitten in einem großen Waldgebiet mit Nadelbäumen, das zum Landschaftsschutzpark Stobrawski gehört.

### Nachbarorte
Nordöstlich von Zedlitz liegen die beiden Dörfer Plümkenau (poln. Radomierowice) und Süßenrode (poln. Młodnik). Südlich von Zedlitz liegt Friedrichsthal (poln. Zagwiździe).

## Geschichte

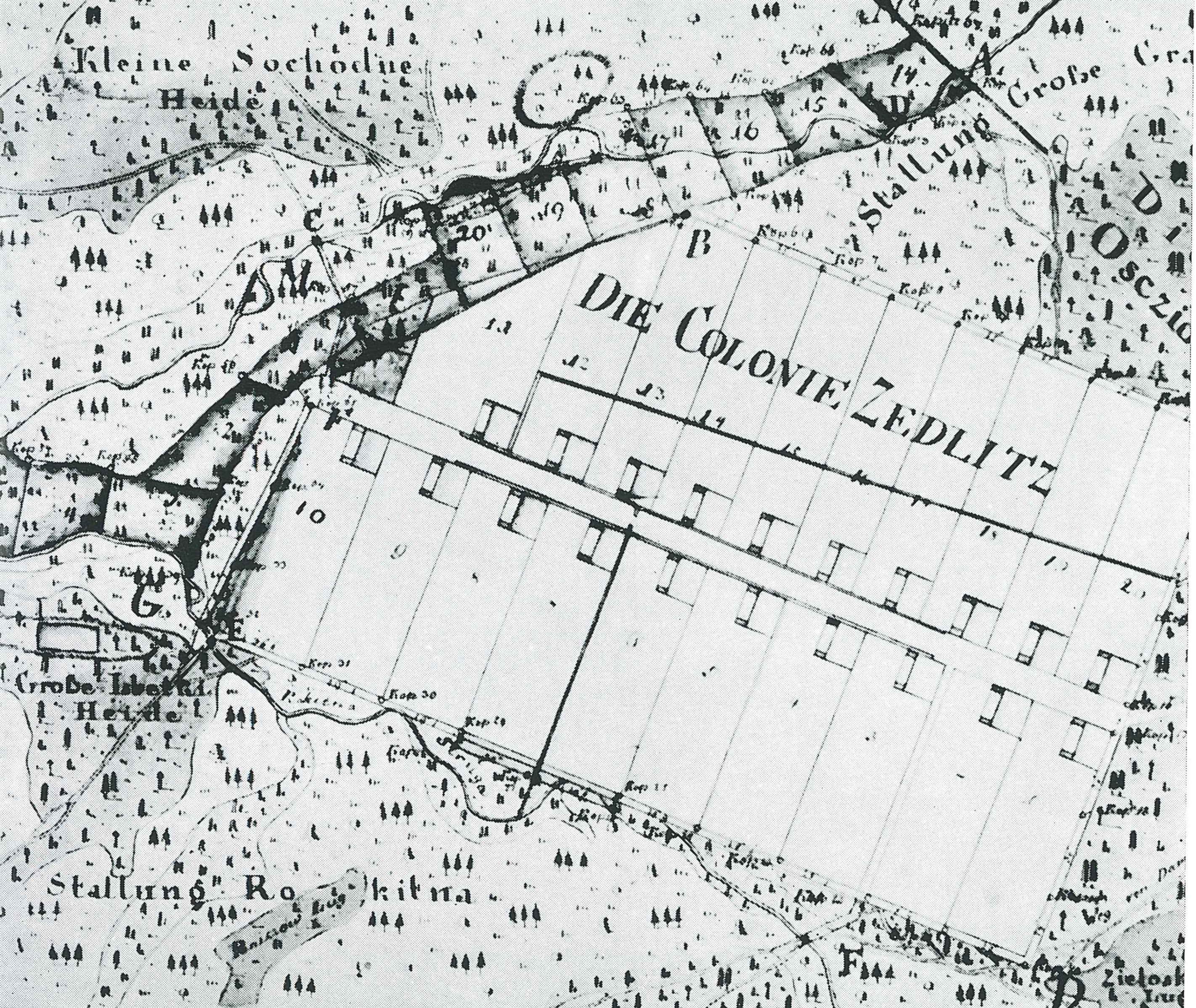
Plan der Kolonie Zedlitz, 1773

Das Dorf Zedlitz wurde 1773 als Kolonie mit 20 Stellen im Zuge der Friderizianischen Kolonisation gegründet.
Die Stellen waren jeweils 4,5 Hektar groß und die Siedler wurden vorzugsweise für die Waldarbeit eingesetzt. Die Ansiedlung erfolgte in Form eines zweizeiligen Straßendorfs, wobei die 20 Häuser versetzt angeordnet waren. Grund dafür war die Erzielung gleich großer Grundstücksflächen bei den gegebenen Grenzen der Gemarkung.
Die Kolonie wurde nach dem preußischen Minister Karl Abraham von Zedlitz benannt, das war eine innerhalb der Friderizianischen Kolonisation oftmals gepflegte Praxis.
Der Ortsname Zedlitz wird erstmals in der Erbverschreibung vom 31. Mai 1774 genannt, die 1776 in Breslau bestätigt wurde. Die Kolonie wurde mit „Ausländern deutscher Nation“ belegt, die aus „Mähren“ stammten. Der Anhang mit der Liste aller Kolonisten blieb nicht erhalten.
1784 befanden sich in der Kolonie 20 Wohnhäuser und 1845 waren es 37 Wohnhäuser. 1802 wurde eine Schule erbaut. Der Ortsteil Konschütz, auch Klein Zedlitz genannt (poln. Kęszyce), wurde später als Häusler- und Holzflößerkolonie gegründet und befindet sich gut 2 km entfernt in östlicher Richtung, mitten im Wald. Als Holzschwemmbach wurde der nahe gelegene Grabitz-Bach verwendet, dessen Benennung sich aus dem Namen der Gemarkung „Große Grabicze“ ableitet. Der Flößbach mündete in den Budkowitzer Bach (poln. Budkowiczanka) und diente zur Versorgung der Kreuzburger Hütte in Friedrichsthal mit Kohlholz. Als Wasserreservoir diente der nördlich im Wald befindliche Pasenteich.
Bei der Volksabstimmung in Oberschlesien am 20. März 1921 stimmten 266 Wahlberechtigte für einen Verbleib bei Deutschland und niemand für Polen. Zedlitz verblieb beim Deutschen Reich. 1933 lebten im Ort 305 Einwohner. 1939 hatte der Ort 267 Einwohner. Bis 1945 befand sich der Ort im Landkreis Oppeln.
1945 kam der bisher deutsche Ort unter polnische Verwaltung, wurde in Grabice umbenannt und der Woiwodschaft Schlesien angeschlossen. 1950 wurde Grabice Teil der Woiwodschaft Oppeln und 1999 des wiedergegründeten Powiat Opolski. Im März 2009 erhielt der Ort zusätzlich den amtlichen deutschen Ortsnamen Zedlitz.